# Hyphinoe vulpecula
Hyphinoe vulpecula är en insektsart som beskrevs av Fowler. Hyphinoe vulpecula ingår i släktet Hyphinoe och familjen hornstritar. Inga underarter finns listade i Catalogue of Life.